# 投影切片定理
在数学上，二维情况下的投影切片定理（英語：projection-slice theorem）（或称中心切片定理，英語：、傅里叶切片定理）表明以下两个运算的结果相等：
- 将二维函数{\displaystyle f\left(\mathbf {r} \right)}先投影到一维的线上（即进行拉东变换），并对投影结果进行傅里叶变换。
- 对相同的函数先进行二维傅里叶变换，然后通过平行于投影线的原点对其进行切片。

以算子形式表示，令：
- {\displaystyle F_{1}}和{\displaystyle F_{2}}分别为一维和二维傅里叶变换算子
- {\displaystyle P_{1}}为投影算子（即将二维函数投影为一维的线）
- {\displaystyle S_{1}}为切片算子（从函数中通过原点提取一维切片）

则有：
{\displaystyle F_{1}P_{1}=S_{1}F_{2}}
以上结论可以推广到高维情况。
该定理可以应用于医学CT扫描中，此时，“投影”是对体内器官的X光成像。对成像结果的傅里叶变换可以看作是体内器官三维密度的傅里叶变换的切片，而这些切片通过插值可以构造密度的完整傅里叶变换。对得到的完整结果应用傅里叶逆变换可以得到目标体的密度。这一技术由罗纳德·布雷斯韦尔于1956年为射电天文学问题开发。

## N维的投影切片定理
在N维情况下，投影切片定理表明N维函数{\displaystyle f\left(\mathbf {r} \right)}投影于m维线性子流形的傅里叶变换等同于该函数N维傅里叶变换的m维切片，切片由m维的线性子流形组成，该流形穿过傅里叶空间中的原点，并平行于投影子流形。以算子形式表示该定理，则有：
{\displaystyle F_{m}P_{m}=S_{m}F_{N}.\,}

## 傅里叶切片定理的推广
除了推广到N维空间外，投影切片定理还可以通过改变基函数得到进一步推广。为了方便表示，我们将基的变化表示为矩阵{\displaystyle B}，该矩阵为大小为{\displaystyle N\times N}的可逆矩阵。广义傅里叶切片定理则可以表示为：
{\displaystyle F_{m}P_{m}B=S_{m}{\frac {B^{-T}}{|B^{-T}|}}F_{N}}
其中{\displaystyle B^{-T}=(B^{-1})^{T}}是对基变换矩阵{\displaystyle B}求逆的转置。

## 二维情况下的证明

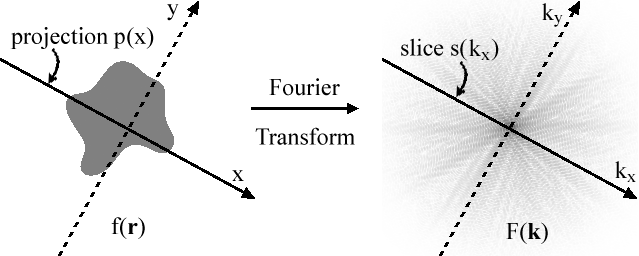
二维投影切片定理的图示。和 是二维傅里叶变换对。在 x 轴上的投影是沿平行于 y 轴的方向的线积分，记为。通过的切片位于 轴上，该轴平行于 轴并，记为 。投影切片定理指出 和 是一维傅里叶变换对。

二维的情况下的投影切片定理容易证明。此处取投影线作为 x 轴，由于可以通过平移和旋转变换投影线到x轴上，所该选取方式具有普遍性。

设{\displaystyle f\left(x,y\right)}为二维函数，其在x轴方向方向上的投影{\displaystyle p\left(x\right)}为：
{\displaystyle p(x)=\int _{-\infty }^{\infty }f(x,y)\,dy.}
{\displaystyle f\left(x,y\right)}的二维傅里叶变换为：
{\displaystyle F(k_{x},k_{y})=\int _{-\infty }^{\infty }\int _{-\infty }^{\infty }f(x,y)\,e^{-2\pi i(xk_{x}+yk_{y})}\,dxdy.}
在傅里叶域的切片{\displaystyle s(k_{x})}为：
{\displaystyle s(k_{x})=F(k_{x},0)=\int _{-\infty }^{\infty }\int _{-\infty }^{\infty }f(x,y)\,e^{-2\pi ixk_{x}}\,dxdy}
{\displaystyle =\int _{-\infty }^{\infty }\left[\int _{-\infty }^{\infty }f(x,y)\,dy\right]\,e^{-2\pi ixk_{x}}dx}
{\displaystyle =\int _{-\infty }^{\infty }p(x)\,e^{-2\pi ixk_{x}}dx}
其正是{\displaystyle p\left(x\right)}的傅里叶变换。更高维的证明可以从以上例子中推广得到。

## FHA（Fourier-Hankel-Abel）循环
如果二维函数 {\displaystyle f\left(\mathbf {r} \right)}是圆对称的，它可以表示为{\displaystyle f\left(r\right)}，其中{\displaystyle r=\left|\mathbf {r} \right|}。此时，投影到任何投影线上都是{\displaystyle f\left(r\right)}的阿贝尔变换。{\displaystyle f\left(\mathbf {r} \right)} 的二维傅里叶变换等价于{\displaystyle f\left(r\right)}零阶汉克尔变换给出的圆对称函数，因此它也将表示通过原点的任何切片。投影切片定理指出，投影的傅里叶变换等同于傅里叶变换的切片，以算子形式表示为：
{\displaystyle F_{1}A_{1}=H,}
其中{\displaystyle A_{1}}表示阿贝尔变换算子，将二维圆对称函数投影到一维的线上，{\displaystyle F_{1}}表示一维傅里叶变换算子，{\displaystyle H}表示零阶汉克尔变换算子。

## 扇形束和锥形束CT的推广
投影切片定理适用于具有平行束投影的CT图像重建，但其并不适用于扇形束或锥形束的CT。该定理于1995年被Shuang-ren Zhao扩展到了扇形束和锥形束CT图像重建。